# Stretto della Sonda
Lo stretto della Sonda (in lingua indonesiana: Selat Sunda) è uno stretto di mare che si trova in Indonesia e che separa le isole di Giava e Sumatra; esso mette in comunicazione il mar di Giava con l'oceano Indiano. 
Il nome deriva dal termine indonesiano pasundan, che significa "Giava occidentale".

## Storia e geografia
Lo stretto ha un'orientazione grosso modo nord-est / sud-ovest, con una larghezza minima di soli 24 chilometri nella sua parte più nordorientale, fra Capo Tua sull'isola di Sumatra e capo Pujat sull'isola di Giava. Il fondale è molto profondo nella parte più occidentale dello stretto, dove esso è più largo, ma in alcuni punti della zona orientale la profondità delle acque è di circa 20 metri. A causa di ciò lo stretto è di difficile navigazione, con banchi di sabbia, correnti marine molto forti e l'ulteriore ostruzione di piattaforme petrolifere costruite al largo della costa di Giava. Lo stretto è punteggiato da un gran numero di piccole isole, fra cui la più nota è l'isola Krakatoa: l'eruzione del vulcano che si trovava su quest'isola devastò l'intera regione nel 1883.
Per secoli lo stretto è stato al centro di importanti vie commerciali, soprattutto durante il periodo in cui la Compagnia olandese delle Indie orientali lo usava come porta d'accesso alle cosiddette isole delle Spezie (le odierne Molucche). Al giorno d'oggi però la maggior parte delle navi preferisce utilizzare lo Stretto di Malacca, poiché lo stretto della Sonda ha fondali troppo bassi e non è adeguatamente mappato.
Durante gli anni sessanta del XX secolo venne proposta la costruzione di un ponte sullo stretto della Sonda, idea che venne ripresa anche negli anni novanta. Nell'ottobre del 2007 il progetto venne annunciato come imminente, con la definizione di una data di inizio ed una di fine dei lavori; per facilitare l'attraversamento del braccio di mare verranno utilizzate le isole di Ular, Sangian e Prajurit ed il ponte avrà un'altezza di circa 70 metri al di sopra del livello del mare, per permettere il passaggio ad ogni tipo di imbarcazione.